# 許商
許 商（きょ しょう、生没年不詳）は、中国前漢時代の儒学者・算術家・官僚。字は長伯。本貫は司隸京兆尹長安県。
儒学・算術に秀で、それぞれ著作がある。数学的能力を買われ、しばしば黄河の治水計画に関与した。
尚書博士、将作大匠、河隄都尉、詹事、少府、侍中・光禄大夫、大司農、光禄勲を歴任した。うち、将作大匠・少府・大司農・光禄勲は要職で、生涯のうち「四たび九卿に至った」といわれる。

## 学問
夏侯始昌が夏侯勝に教えた『五行伝』を、夏侯勝の弟子周堪について学んだ。みずから『五行伝記』または『五行論』を著したが、現存しない。
門人の中でも徳行の唐林、言語の呉章、政事の王吉、文学の炔欽が優れていた。唐林と王吉は博士となり、呉章と炔欽は官職が九卿に昇った。他に教えを受けた一人に班伯がいた。
『算術』26巻を著した。現存する『九章算術』がこれではないかとも言われる。

## 官歴
成帝の初年、建始元年（紀元前32年）、馮逡が黄河の河道変更について意見を出した。この時、丞相（匡衡）と御史は、「尚書の許商が算をよくし、功用をはかることができる」と言って推薦した。許商は現地を視察し、工事の必要を認めたが、財政難で先送りになった。
河平3年（紀元前26年）、将作大匠の許商は、黄河の治水にあたった光禄大夫の王延世を補佐するため、丞相史の楊焉、諫大夫の乗馬延年とともに派遣された。推薦した杜欽は、許商と乗馬延年は「計算に明るく、功利をはかり、分別是非をもって善を選びそれに従うことができる」と述べた。二人を加えることで、才があっても仲が悪い王延世と楊焉を衝突させずに働かせることができるだろうという算段であった。
鴻嘉4年（紀元前17年）の洪水の際、河隄都尉の許商は、丞相史の孫禁と現地を視察した。孫禁は篤馬河（馬頬河）に黄河を導き入れることを提案したが、許商は反対した。結局、許商の意見が通った。
永始3年（紀元前14年）、詹事の許商は少府に任命された。2年後の元延元年（紀元前12年）に侍中・光禄大夫となった。
綏和元年（紀元前8年）に侍中・光禄大夫から大司農に遷った。数か月で光禄勲となった。老い、かつ病んでいたようで、4か月後、綏和2年（紀元前7年）に遷った。
死後、王莽のとき（8年から23年）に、弟子たちが師を顕彰する石柱を建てた。